# Мартен, Изидор
Жан-Батист Изидор Мартен (фр. Jean-Baptiste Isidore Martin; 1772—1852) — французский военный деятель, полковник (1811 год), шевалье (1808 год), участник революционных и наполеоновских войн.

## Биография
Родился в семье Жозефа Франсуа Мартена (фр. Joseph François Martin) и его супруги Марии Мелани Булан (фр. Marie Mélanie Bouland). Поступил в Колледж Шалон-сюр-Марна, однако 5 мая 1789 года вместе с двоюродным братом Буланом тайно покинул заведение и приехал в Мец, где был зачислен в драгунский полк Дофина. В августе полк был направлен в Артуа, затем в Нормандию. Именно в это время Мартен был ранен на дуэли и у него остался шрам на правой скуле. В январе 1790 года получил отпуск и вернулся в родной город, где вступил в Национальную гвардию. 21 февраля 1791 года вернулся к активной службе с переводом в 24-й кавалерийский полк. Сражаясь в рядах Арденнской армии, получил серьёзное ранение и был вынужден вернуться на родину на лечение.
В январе 1795 года вернулся в свой полк. Затем был зачислен в штаб армии, осаждавшей Люксембург. Сражался в рядах Самбро-Маасской и Рейнской армий. Выполнял функции адъютанта генерала Мортье.
В кампании 1800 года сражался в составе штаба генерала Моро, отличился в сражении при Гогенлиндене. 13 декабря 1800 года, спеша на помощь полковнику Нуаро, получил два сабельных удара в бою при Фальсбурге.
13 августа 1802 года, при посредничестве генерала Мортье и полковника Нуаро, был переведён с чином первого лейтенанта в полк конных егерей Консульской гвардии. 3 февраля 1804 года произведён в капитаны, и вошёл в штаб полка. Принимал участие в кампаниях 1805, 1806 и 1807 годов, отличился в сражениях при Аустерлице и Эйлау. Именно он доставил сердце убитого генерала Дальманна его вдове. 16 февраля 1807 года произведён в командиры эскадрона полка конных егерей. Участвовал в Австрийской кампании 1809 года. В Испанской кампании 1810 года действовал под командой генерала Дорсенна, принимал участие в боевых действиях в провинциях Леон и Старая Кастилия. Мартен отличился в сражении 25 марта 1811 года при Сан-Мартен де Торрес, где руководил стремительной атакой конных егерей и улан против неприятельской кавалерии, разбил её и долго преследовал.
6 августа 1811 года получил звание полковника, и был назначен командиром 6-го кирасирского полка, с которым принял участие в Русской кампании 1812 года в составе 1-й бригады генерала Рено 5-й дивизии тяжёлой кавалерии. Сражался при Бородино, Винково и Малоярославце. 23 ноября был включён в состав «Священного эскадрона» в качестве бригадира 1-й роты. 11 декабря остатки его полка переправились через Неман.
В ходе Саксонской кампании 1813 года сражался при Дрездене, Вахау и Лейпциге. К декабрю, когда 6-й кирасирский достиг Рейна, в нём оставалось 7 офицеров и 66 человек! После этого он занимался формированием эскадрона 3-го временного кирасирского полка, затем участвовал во Французской кампании 1814 года, сражался при Шампобере.
Во время «Ста дней» присоединился к Императору и принял участие в Бельгийской кампании. На 19 мая 1815 года в его полку было только 267 человек. Действовал в составе 2-й бригады генерала Виаля 14-й кавалерийской дивизии генерала барона Делора 4-го кавалерийского корпуса генерала барона Мийо. 16 июня отличился при Линьи. 18 июня, в сражении при Ватерлоо, в семь вечерам он повёл своих кирасир в одиннадцатую атаку за день, когда был тяжело ранен мушкетной пулей в правую руку. Был вытащен из битвы одним из полковых адъютантов, и немедленно доставлен в Филиппвилль, где на следующий день ему пришлось ампутировать руку.
1 сентября 1815 года был отправлен в отставку и вернулся на родину. С 1830 по 1847 год занимал пост мэра своего родного города. Кроме того, с 1831 по 1848 год он был членом Генерального совета Верхней Марны.

## Воинские звания
- Вахмистр (2 августа 1792 года);
- Старший вахмистр (1 апреля 1793 года);
- Аджюдан (5 августа 1796 года);
- Младший лейтенант (1 августа 1798 года);
- Лейтенант (28 января 1800 года);
- Первый лейтенант гвардии (13 августа 1802 года);
- Капитан гвардии (3 февраля 1804 года);
- Командир эскадрона гвардии (16 февраля 1807 года);
- Полковник (6 августа 1811 года).

## Титулы
- Шевалье Мартен и Империи (фр. сhevalier Martin et de l'Empire; 10 сентября 1808 года);
- Барон Мартен и Империи (фр. baron Martin et de l'Empire; декрет от 3 сентября 1813 года, патент не подтверждён)[1].

## Награды
Легионер ордена Почётного легиона (15 июня 1804 года)
 Офицер ордена Почётного легиона (17 ноября 1808 года)
 Кавалер военного ордена Святого Людовика (1 ноября 1814 года)